# Neoechinorhynchus doryphorus
Neoechinorhynchus doryphorus är en hakmaskart som beskrevs av Van Cleqve och Bangham 1949. Neoechinorhynchus doryphorus ingår i släktet Neoechinorhynchus och familjen Neoechinorhynchidae. Inga underarter finns listade i Catalogue of Life.